# بندتو گیرلاندایو

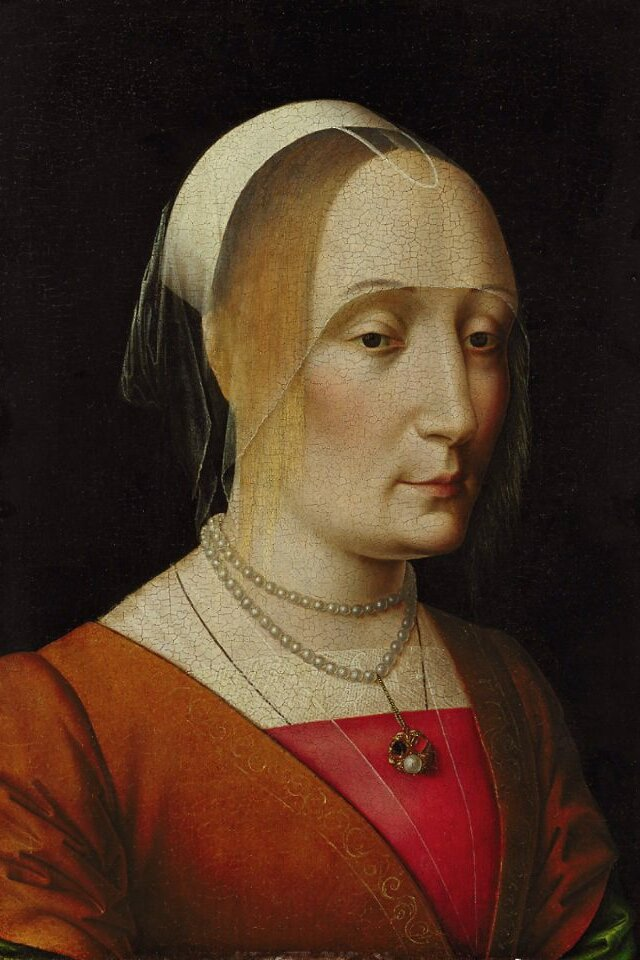
پرتره یک بانو, نقاشی رنگ روغن روی تخته اثر بندتو گیرلاندایو، مؤسسه هنر مینیاپولیس

بندتو گیرلاندایو (انگلیسی: Benedetto Ghirlandaio); (۱ ژانویهٔ ۱۴۵۸ – ۱۷ ژوئیهٔ ۱۴۹۷) نقاش ایتالیایی (اهل فلورانس) بود. برادرش داوید گیرلاندایو (۱۴۵۲–۱۵۲۵) و دومنیکو گیرلاندایو (۱۴۴۹–۱۴۹۴) هر دو نقاش بودند، هم چنین برادر زاده اش ریدولفو گیرلاندایو (۱۴۸۳–۱۵۶۱)، نقاش بود. از سال ۱۴۸۶ تا ۱۴۹۳ در فرانسه، جایی که تنها نسخه تابلوی نقاشی باقی مانده امضاء شده از او، یک قطعه محراب ولادت عیسی در کلیسای نوتردام ایگوپرس، پوی-دو-دام (پوی-دو-دم، اوورنی)، باقی مانده‌است در حال فعالیت بود. بندتو در روز ۱۷ ژوئیه ۱۴۹۷ در فلورانس درگذشت.